# Paul Arma
Pour les articles homonymes, voir Arma.
Paul Arma, de son véritable nom Imre Weisshaus (22 octobre 1904 à Budapest – 27 ou 28 novembre 1987 à Massy) est un compositeur français, d'origine hongroise.

## Biographie

### Jeunesse et études
Orphelin travaillant dans une imprimerie, Imre Weisshaus suit des cours à l'Académie Franz-Liszt de Budapest. Il a notamment pour maître Béla Bartók qui lui fait connaître les compositeurs classiques et les musiques populaires.

### Carrière musicale
À partir de 1925, Imre Weisshaus se produit comme pianiste en Allemagne, en Bulgarie, en Hongrie, en Grande-Bretagne. Il quitte son pays à la fin des années 1920.
En 1930, il s'installe en Allemagne, où il adhère au Parti communiste.  Il travaille comme chef d'orchestre et chef de chœur. En 1931, il est choisi pour organiser la vie musicale au Bauhaus de Andreas Feininger. Il collabore notamment avec Bertolt Brecht et Hanns Eisler. Il fuit l'Allemagne nazie en 1933 et se réfugie en France où il prend le nom de Paul Arma.
De 1933 à 1939, il participe activement à la vie musicale française, comme pianiste soliste à la Radio, comme membre de la Commission interministérielle des loisirs de l'enfance et comme fondateur des Loisirs musicaux de la jeunesse dont Darius Milhaud est le président. Il est également le chef de la chorale des Faucons rouges.
Sous l'Occupation allemande, il est contraint d'entrer dans la clandestinité. Il entreprend de recueillir les chants de maquis, de partisans, de prisonniers, vaste matière musicologique et sociale, déposée aujourd'hui au Musée régional de la Résistance de Thionville. Le compositeur écrit, pendant cette période, Les chants du Silence (1942-1944), un cycle de onze mélodies dédié « à Suzanne et Michel Seuphor, ces évocations des années sombres, avec l'espoir d'un avenir humain ». Il y met en musique Fuero de Vercors, Confiance d'Éluard, Chant du désespéré de Vildrac, Depuis toujours de Cassou, Chant funèbre pour un guerrier d'Aveline, À la jeunesse de Romain Rolland, Le soleil ne se montrait pas de Ramuz, Notre entente de Marie Gevers, Civilisation ...! de René Maran, Le roi avait besoin de moi de Fanny Clar et Présent de Claudel. Ces œuvres sont publiées, en 1953, avec des couvertures dessinées par ses amis peintres, avec dans le même ordre : Chagall, Beaudin, Dufy, Braque, Matisse, Picasso, Gischia, Pignon, Léger, Clavé, Estève et Le Moal.
L'arrivée des Américains en France permet à Paul Arma de poursuivre une enquête musicologique, commencée aux États-Unis, sur le Negro spiritual. Il fait de nombreux enregistrements avec les soldats noirs, chanteurs non professionnels, les fait entendre en concert et utilisera les chants recueillis dans de nombreuses conférences données plus tard, en Allemagne et dans les universités françaises.
En 1945, Paul Arma reprend ses activités de pianiste, en France et à l'étranger. Chargé de missions par l'Université de Paris et la Phonothèque nationale, il enquête sur le folklore de France. Ses recherches lui permettent d'être, de 1950 à 1974, producteur dans les radios française, belge, suisse et allemande, d'une dizaine de séries d'émissions et de faire paraître, en 1952, un disque de folklore français, chez Folkways Records, à New York.
De 1951 à 1960, Paul Arma est conférencier de l'Université de Paris, de l'Alliance française et du Service des relations culturelles du Ministère des Affaires étrangères, en France, en Europe, en Amérique, en Afrique.
Auteur avec Yvonne Tiénot, musicologue, musicographe et pianiste, d'un Nouveau dictionnaire de la Musique, paru en 1947, Paul Arma est avant tout compositeur. Il est l'auteur de 303 œuvres pour toutes les formations : huit cantates, de nombreux chœurs, des œuvres pour orchestre, ensembles instrumentaux, quatuors, duos, instruments seuls.
Par la suite, ses recherches portent sur la « musique électromagnétique ». Il mène à bien des projets qu’il présente à l’ORTF. Avec son épouse Edmée, il compose une musique inspirée du folklore à destination des jeunes.
Paul Arma écrit aussi la musique de deux films ; en 1938 : La femme dans la peinture française avec des commentaires de René Huyghe ; en 1973 : Les fils enchantés, naissance d'une tapisserie de Manessier, film d'Éliane Janet Le Caisne. Une copie de la VHS se trouve à la Médiathèque de l'Architecture et du Patrimoine (MAP).

### Autres activités artistiques
Paul Arma décline ses préoccupations musicales dans des réalisations plastiques. Ainsi, sont exposées à Budapest en 1984, à Paris au Centre Georges-Pompidou en 1985, de nombreuses de ses œuvres plastiques : 81 Musiques sculptées (bois et métal) ; 3 séries de Musicollages ; variations sur la clef de sol, le dièse, les cinq lignes de la portée ; des Musigraphies, des Rythmes en couleurs.
Martha Graham, aux États-Unis, Susanna Egri, en Italie, Karin Waehner, en Allemagne et en France, créèrent des chorégraphies sur des œuvres du compositeur.

## Hommages
En Italie, un ensemble de clarinettes prit le nom : Quartetto Paul Arma ; en France, se constitua un Quatuor de clarinettes de Paris Paul Arma.
Naturalisé français en 1958, Paul Arma, prix Enesco de la SACEM s'honore d'avoir été reconnu par un pays qui le fit chevalier de l'ordre national de la Légion d'honneur, Officier de l'Ordre national des Arts et des Lettres, Officier de l'Ordre national du Mérite. Mais il aimait à préciser : 
« Si je crois pouvoir être fier de quelque chose dans ma vie d'artiste, c'est d'avoir réussi à rester libre et indépendant de toute doctrine, de toute école et de toute chapelle ».
Paul Arma habitait Antony dans les Hauts-de-Seine depuis 1974. Edmée Arma, sa femme, a fait don à la ville de soixante-huit « musiques sculptées », sculptures sur le thème de la musique, réalisées par son époux. Ces œuvres ont été conçues par Paul Arma dans les années 1970 - 1980. Le nom de Paul Arma a été donné au grand auditorium du nouveau Conservatoire d'Antony.